# Lightiella monniotae
Lightiella monniotae is een strijkboutkreeftjessoort uit de familie van de Hutchinsoniellidae. De wetenschappelijke naam van de soort is voor het eerst geldig gepubliceerd in 1970 door Cals & Delamare Deboutteville.